# 다원엔터테인먼트
다원엔터테인먼트는 대한민국의 종합 엔터테인먼트 회사이다.

## 소속 연예인

### 희극 배우
- 김기열
- 송영길
- 이문재
- 이상구
- 이상훈
- 이종훈
- 김수영

## 같이 보기
- 엔터테인먼트